# Go-kenin
Go-kenin (jap. 御家人,  Go ist eine Honorativpräfix, wörtlich: „Ehrenwerte Hausleute“) war ein Adelstitel, der ab der Kamakura-Zeit in Japan für direkte Vasallen des Shōguns verwendet wurde. Der Status änderte sich in den darauffolgenden Jahrhunderten, bis der Titel mit der Auflösung des Samuraistandes zu Beginn der Meiji-Zeit verfiel.

## Bedeutungswandel
Erstmals wurde der Titel in der Kamakura-Zeit verwendet. Mit dem Ende des Kamakura-Shōgunats galt er in der Muromachi-Zeit als bloßer sozialer Status von Kriegern, weniger als vom Shōgun verliehener, offizieller Dienstrang. Unter der Herrschaft des Ashikaga-Shōgunats wurde der Titel nicht geführt. Die meisten Verwalter (jap. jitō) der Landsitze unterstanden den Aufsehern (shugo) der jeweiligen Provinz.
In der Sengoku-Zeit wurden auch hochrangige Untergebene der Daimyō als Go-kenin bezeichnet. Ab der Edo-Zeit bezeichnete der Titel die unterste Rangstufe der direkten Vasallen, eine Rangstufe unter dem O-memie (御目見) und zwei unter dem Hatamoto („Standartenträger“). Anders als die Hatamoto waren Gokenin nicht zu shōgunalen Audienzen zugelassen.